# Гиресун (вилает)
Гиресун (на турски: Giresun) е вилает в Североизточна Турция на Черно море. Административен център на вилаета е едноименният град Гиресун.
Вилает Гиресун е с население от 523 819 жители (оценка от 2006 г.) и обща площ от 6934 кв. км. Вилает Гиресун е разделен на 16 общини.

## Население
Численост на населението според преброяванията през годините:
| Година | Численост |
| 1990   | 499 617   |
| 2000   | 523 819   |
| 2011   | 420 433   |